# Adolf Eugen Fick
Adolf Eugen Fick (alemany: Adolf Fick)  (Kassel, 3 de setembre de 1829 - Blankenberge, 21 d'agost de 1901) va ser un físic i fisiòleg alemany.
Fick va fer estudis formals de matemàtica i de física i després de medicina. Es doctorà en medicina per la Universitat de Marburg el 1851.
El 1855, ell presentà la llei de Fick sobre la difusió que regeix la difusió d'un gas a través d'una membrana. El 1870, va ser el primer a mesurar el cabal cardíac mitjançant l'actualment anomenat Principi de Fick.